# Pseudoterpna viridisparsata
Pseudoterpna viridisparsata là một loài bướm đêm trong họ Geometridae.